# Euphorbia bussei
Euphorbia bussei ist eine Pflanzenart aus der Gattung Wolfsmilch (Euphorbia) in der Familie der Wolfsmilchgewächse (Euphorbiaceae).

## Beschreibung
Die sukkulente Euphorbia bussei bildet Bäume bis in etwa 10 Meter Höhe aus. Die dreikantigen Zweige stehen ausgebreitet und werden bis 15 Zentimeter dick. Sie sind durch Einschnürungen in eiförmige Abschnitte gegliedert, die bis zu 15 Zentimeter lang werden. Die stark geflügelten Kanten sind mit buchtigen Zähnen besetzt, die 1 bis 3 Zentimeter voneinander entfernt stehen. Die Dornschildchen sind zu einem 1,5 bis 5 Millimeter breiten Hornrand verwachsen. Die kräftigen Dornen werden 5 bis 20 Millimeter lang, können bei Jungpflanzen aber auch bis 35 Millimeter lang werden. Neben dem 1 Millimeter langen Nebenblattdornen werden auf beiden Seiten des Blütenstandes noch weitere, bis 2 Millimeter lange Dornen ausgebildet.
Der Blütenstand besteht aus fünf bis acht einfachen Cymen, die an 5 bis 8 Millimeter langen Stielen stehen. Die Cyathien erreichen 8 Millimeter im Durchmesser. Die länglichen Nektardrüsen werden etwa 2 Millimeter breit und 4 Millimeter lang. Sie stoßen aneinander und sind gelb gefärbt. Der Fruchtknoten besitzt eine dreilappige Blütenhülle. Die deutlich gelappte Frucht wird etwa 9 Millimeter lang und 19 Millimeter breit. Sie steht an einem bis 6 Millimeter langen Stiel und enthält die kugelförmigen Samen. Diese werden etwa 4 Millimeter groß und besitzen eine glatte Oberfläche.

## Verbreitung und Systematik
Euphorbia bussei ist in Tansania und Kenia verbreitet. Die Art steht auf der Roten Liste der IUCN und gilt als potenziell gefährdet (Near Threatened).
Die Erstbeschreibung der Art erfolgte 1903 durch Ferdinand Albin Pax.
Es werden folgende Varietäten unterschieden:
- Euphorbia bussei var. bussei
Verbreitung: im Osten von Tansania auf steinigen Hängen und in sandigen Böden im laubabwerfenden Wald in Höhenlagen von 350 bis 1000 Meter, ein Synonym zu dieser Varietät ist Euphorbia mbaluensis Pax (1904)
- Euphorbia bussei var. kibwezensis (N.E.Br.) S.Carter
Verbreitung: im Südosten von Kenia und im Nordosten von Tansania auf steinigen Hängen im laubabwerfenden Wald in Höhenlagen von 400 bis 2000 Meter, im Unterschied zur Stammart sind die Zweige vierkantig und die Abschnitte im Querschnitt nahezu kreisförmig, der Hornrand an den Kanten wird 2 bis 8 Millimeter breit, der Blütenstand besteht aus drei bis sieben Cymen, die an 3 bis 5 Millimeter langen Stielen stehen, die Cyathien erreichen 8 bis 10 Millimeter im Durchmesser, die Nektardrüsen werden etwa 2,5 Millimeter breit und 5 Millimeter lang und die Stiele der Früchte werden bis 5 Millimeter lang. Ein Synonym zu dieser Varietät ist Euphorbia kibwezensis N.E.Br. (1912).